# Варлаам (Шишацкий)
Архиепископ Варлаам (в миру Григорий Степанович Шишацкий; 12 (23) марта 1750, село Красиловка, Остерская сотня, Киевский полк, Войско Запорожское, Российская империя — 23 июля 1820, Новгород-Северский, Черниговская губерния, Российская империя) — епископ Русской православной церкви, архиепископ Могилёвский и Витебский.

## Биография
Родился в 1750 году в селе Киевского полка в семье малороссийского поселянина.
Образование получил в Переяславской семинарии, затем Киевской духовной академии.
Как лучший воспитанник академии, по распоряжению императрицы был послан в Италию «для дальнейшего усовершенствования в науках». Но в связи с военными действиями в Италии возвратился в Киев, не доехав до Рима. Был назначен учителем Переяславской семинарии.
В 1776 году пострижен в монашество и определён префектом семинарии.
С 1780 года — игумен Мошногорского монастыря Минской епархии. Вскоре, по болезни, получил увольнение и переехал в Переяславский Михайловский монастырь, где прожил около 2-х лет без должности, затем был назначен игуменом в том же монастыре.
С 1785 года — ректор Переяславской семинарии. В том же году в связи с упразднением Переяславской епархии и семинарии Варлаам был переведён ректором Новгород-Северской семинарии.
В 1787 году отправлен в Польшу, управлял там Виленским Свято-Духовым монастырем и состоял «старшим всех Виленских монастырей».
В 1789 году в результате возникшего в Польше «возмущения» Варлаам был вынужден бежать в Россию.
22 августа 1791 года возведён в сан архимандрита Новгородского Вяжецкого [Вяжищского] монастыря.
26 мая 1794 года был направлен Синодом к Минскому епископу Виктору (Садковскому) для помощи в деле обращения униатов в православие с назначением настоятелем Дятловицкого Спасо-Преображенского монастыря.
В дальнейшем ввиду тяжелой болезни еп. Виктора Варлаам руководил всем делом воссоединения на Волыни.
3 июня 1795 года хиротонисан во епископа Житомирского, викария Минской епархии.
С 16 октября 1799 года в связи с образованием самостоятельной Волынской епархии епископ Варлаам назначен епископом Волынским и Житомирским.
С ревностью он трудился в своей епархии. Его попечением была открыта Волынская духовная семинария, о которой он проявлял особую заботу. Добрую память оставил о себе преосв. Варлаам в Волынской епархии.
16 июня 1805 года награждён орденом Святой Анны 1-й степени.
20 декабря 1805 года назначен епископом Могилёвским.
23 мая 1808 года возведен в сан архиепископа.
Во время Отечественной войны 1812 года когда Могилёв был занят французскими войсками, архиепископ Варлаам 14 июля 1812 года в кафедральном соборе принёс присягу на верность Наполеону и велел сделать это духовенству по всей епархии. Присягнуло 2/3 духовенства.
Измена архиепископа Варлаама в некоторой мере оправдывается тем, что он хотел сохранить спокойствие своей епархии. Намереваясь присягнуть Наполеону, он говорил своему секретарю: «Ты думаешь — сказал ему архиерей — что Россия будет благополучна? Ну, пусть будет благополучна; я один тогда буду несчастен!». При отступлении войск Наполеона город Могилёв не был сожжён, как другие города России[уточнить].
5 декабря 1812 года император Александр I повелел устранить Варлаама от управления епархией и произвести на месте, через архиепископа Рязанского Феофилакта (Русанова), «вернейшее исследование» о его действиях в условиях оккупации Могилёва французами.
1 мая 1813 года император утвердил доклад Святейшего Синода о лишении архиепископа архиерейского сана и священства. Чин снятия сана совершил архиепископ Михаил (Десницкий) 29 июня 1813 года (по др. сведениям, 12 июня) в кафедральном Спасском соборе Чернигова, после чего Варлаам простым монахом отправлен в Новгород-Северский Преображенский монастырь.
После расстрижения Варлаам постоянно заливался слезами. В последние годы жизни он сделался раздражительным и от плача потерял зрение.
Скончался 23 июля 1820 года в Новгороде-Северском. Погребён около Новгород-Северского Преображенского монастыря.
На Волыни и в некоторых местах Черниговской епархии существовало предание, будто император Александр I хотел помиловать Варлаама и даже предлагал возвратить ему архиерейство. Но Варлаам, удручённый недугами и слепотой, будто бы отказался от этого, выражая желание до конца жизни понести заслуженное наказание.
25 июля 1935 года определением Московской патриархии № 85 лишение сана архиепископа Варлаама отменялось: «Решение бывшего Святейшего Правительствующего Синода от 20 апреля 1813 года о лишении Архиепископа Могилевского Варлаама Шишацкого сана и священства, как вынесенное по мотивам политическим и под давлением политической обстановки, полностью отменить, признав Преосвященного Архиепископа Варлаама скончавшимся в архиерейском сане и посему производить о нем заупокойное поминовение, как об Архиепископе». Комментируя это постановление, историк Александр Мазырин констатирует: «Отменяя указанное постановление Святейшего Синода „как вынесенное по мотивам политическим и под давлением политической обстановки“, митрополит Сергий ясно давал понять, как следует относиться к его собственным постановлениям, в основе которых также лежали политические мотивы».